# Boku wa Mari no Naka
Boku wa Mari no naka (en japonés: ぼしわ麻理のなか; literalmente: ‘Yo dentro de Mari’) es una serie de mangaexistencialistajaponesa escrita e ilustrada por Shūzō Oshimi. Se publicó en nueve volúmenes en Manga Action de Futabasha desde marzo de 2012 hasta septiembre de 2016. En marzo de 2017 se estrenó una adaptación a serie de televisión dramática de ocho episodios de Fuji TV.

El manga y su posterior adaptación televisiva recibieron una recepción mayoritariamente positiva, elogiando su deconstrucción del género de intercambio de cuerpos y su representación de la identidad y la disforia de género.

## Argumento
Isao Komori es un hikikomori universitario que vive solo en su apartamento. Un día conoce a la estudiante de secundaria Mari Yoshizaki que compra en la misma tienda de conveniencia y le llama «ángel» por su belleza. Inesperadamente, un día tras salir del mismo lugar cruza miradas con Mari y el resultado es que a la mañana siguiente, Isao se encuentra ahora en el cuerpo de esta. Isao comienza a vivir en la casa de Mari e intenta llevar una vida normal adaptándose al estilo de vida de Mari. Sin embargo, su comportamiento extraño provoca que su familia y amigos cuestionen sobre su actitud; principalmente una de las compañeras de Mari, Yori Kakiguchi, quien duda que sea realmente Mari y comienza a averiguar información de la extraña actitud de su supuesta compañera.
De ahora en adelante, Mari y Yori intentan averiguar la verdad tras el intercambio de conciencias; ambas chicas visitan al Isao real que desconoce los detalles y a la misma Mari, tachándola de loca. Poco a poco Isao con el cuerpo de Mari se adapta a las condiciones de vivir bajo un cuerpo femenino, con los problemas que eso causa como necesidades fisiológicas, las miradas de los hombres y su actitud hacia sus amigos y familiares.

## Personajes
Isao Komori (小森 功 Komori Isao?)
Seiyū: Junya Enoki (CD-Drama Anime Vomic)
Isao Komori es un estudiante universitario que no asiste a clases, vive solo y pasa la mayoría del día jugando videojuegos, navegando en la Internet, leyendo mangas y revistas eróticas. Durante sus salidas por alimento a una tienda de conveniencia cercana, siempre se encuentra con una chica muy linda que él apoda «ángel»; una noche ambos cruzan miradas tras salir de la tienda de conveniencia y en la mañana siguiente Isao despierta en casa de Mari ocupando su cuerpo.
Mari Yoshizaki (吉崎 麻理 Yoshizaki Mari?)
Seiyū: Kaoru Mizuhara (CD-Drama Anime Vomic)
Es una bella estudiante de secundaria. Buena estudiante que no causa problemas en casa aunque suele llegar tarde porque durante las noches va a la tienda de conveniencia cercana a su casa para comprar. Un día cruza miradas con un joven saliendo del lugar, lo que causa que su verdadera identidad desaparezca y el joven ocupe su cuerpo.
Yori Kakiguchi (柿口 依 Kakiguchi Yori?)
Seiyū: Asuka Nishi (CD-Drama Anime Vomic)
Una estudiante de secundaria y compañera de clase de Mari, no tiene amigos y el resto de la clase la mira como una rara. Antes del cambio de conciencia de Mari, no tenía trato con Mari. Tiene cierta atracción hacia Mari desde que se abrazó con ella un día en la enfermería, por lo que decide ayudarla tras sospechar que no es la auténtica Mari de siempre.
El padre de Mari (マリの父 Mari no chichi?)
Seiyū: Akio Ōtsuka (CD-Drama Anime Vomic)
La abuela de Mari (マリのおばあちゃん Mari no o bāchan?)
Seiyū: Kotono Mitsuishi (CD-Drama Anime Vomic)
Momoka (桃花 Momoka?)
Seiyū: Yuki Matsuoka (CD-Drama Anime Vomic)
Yoshizaki Shinji (吉崎真司 Yoshizaki Shinji?)
Seiyū: Ryōta Suzuki (CD-Drama Anime Vomic)
Momoka (桃花 Momoka?)
Seiyū: Kanako Hankoi (CD-Drama Anime Vomic)
Yamaguchi (山口 Yamaguchi?)
Seiyū: Hidetoshi Nishijima (CD-Drama Anime Vomic)

## Media

### Manga
El manga fue escrito e ilustrado por Shūzō Oshimi, inició su serialización en la revista Manga Action de la editorial Futabasha desde el 6 de marzo de 2012 hasta el 6 de septiembre de 2016, el manga finalizó con un total de 9 volúmenes en formato tankōbon publicados hasta el 28 de septiembre de 2016. El manga está disponible en varias regiones a través de Crunchyroll bajo el título Inside Mari, traducido al inglés. El manga fue adaptado a una miniserie web para ser transmitida en el servicio Fuji TV On Demand en marzo de 2017, los tres protagonistas fueron interpretados por Elaiza Ikeda, Ryō Yoshizawa y Yurika Nakamura.

#### Lista de volúmenes
| 1               | «Volumen 1» | 7 de diciembre de 2012   | ISBN 978-4-575-84170-1 |
| Capítulos 1-8   |             |                          |                        |
| 2               | «Volumen 2» | 9 de agosto de 2013      | ISBN 978-4-575-84268-5 |
| Capítulos 9-17  |             |                          |                        |
| 3               | «Volumen 3» | 9 de junio de 2014       | ISBN 978-4-575-84419-1 |
| Capítulos 18-26 |             |                          |                        |
| 4               | «Volumen 4» | 28 de noviembre de 2014  | ISBN 978-4-575-84538-9 |
| Capítulos 27-35 |             |                          |                        |
| 5               | «Volumen 5» | 27 de marzo de 2015      | ISBN 978-4-575-84596-9 |
| Capítulos 36-44 |             |                          |                        |
| 6               | «Volumen 6» | 10 de agosto de 2015     | ISBN 978-4-575-84666-9 |
| Capítulos 45-53 |             |                          |                        |
| 7               | «Volumen 7» | 9 de diciembre de 2015   | ISBN 978-4-575-84726-0 |
| Capítulos 54-62 |             |                          |                        |
| 8               | «Volumen 8» | 9 de mayo de 2016        | ISBN 978-4-575-84795-6 |
| Capítulos 63-71 |             |                          |                        |
| 9               | «Volumen 9» | 28 de septiembre de 2016 | ISBN 978-4-575-84856-4 |
| Capítulos 72-80 |             |                          |                        |